# Mas Marc del Priorat
El Mas Marc del Priorat és una masia d'Argentona (Maresme) protegida com a Bé Cultural d'Interès Local.

## Descripció
Masia de tipus basilical amb tres cossos perpendiculars a la façana i un de paral·lel al darrere, de planta baixa, pis i golfes.
La façana presenta un portal d'arc de mig punt de pedra amb onze dovelles. La central amb escut nobiliari. També hi ha tres finestres gòtiques conopials. Els dos blacons i les obertures de les golfes són del segle xx.
L'entrada, amb una estructura de bigues suportades per dues de transversals, té una escala de pedra i un portal de pedra d'accés al celler, on es conserva una premsa quadrada.
L'estança de la dreta conserva una volta catalana. Al pis, la sala té quatre portals rodons, de tradició romànica.